# Bảo tàng Lịch sử và Quân sự ở Toruń

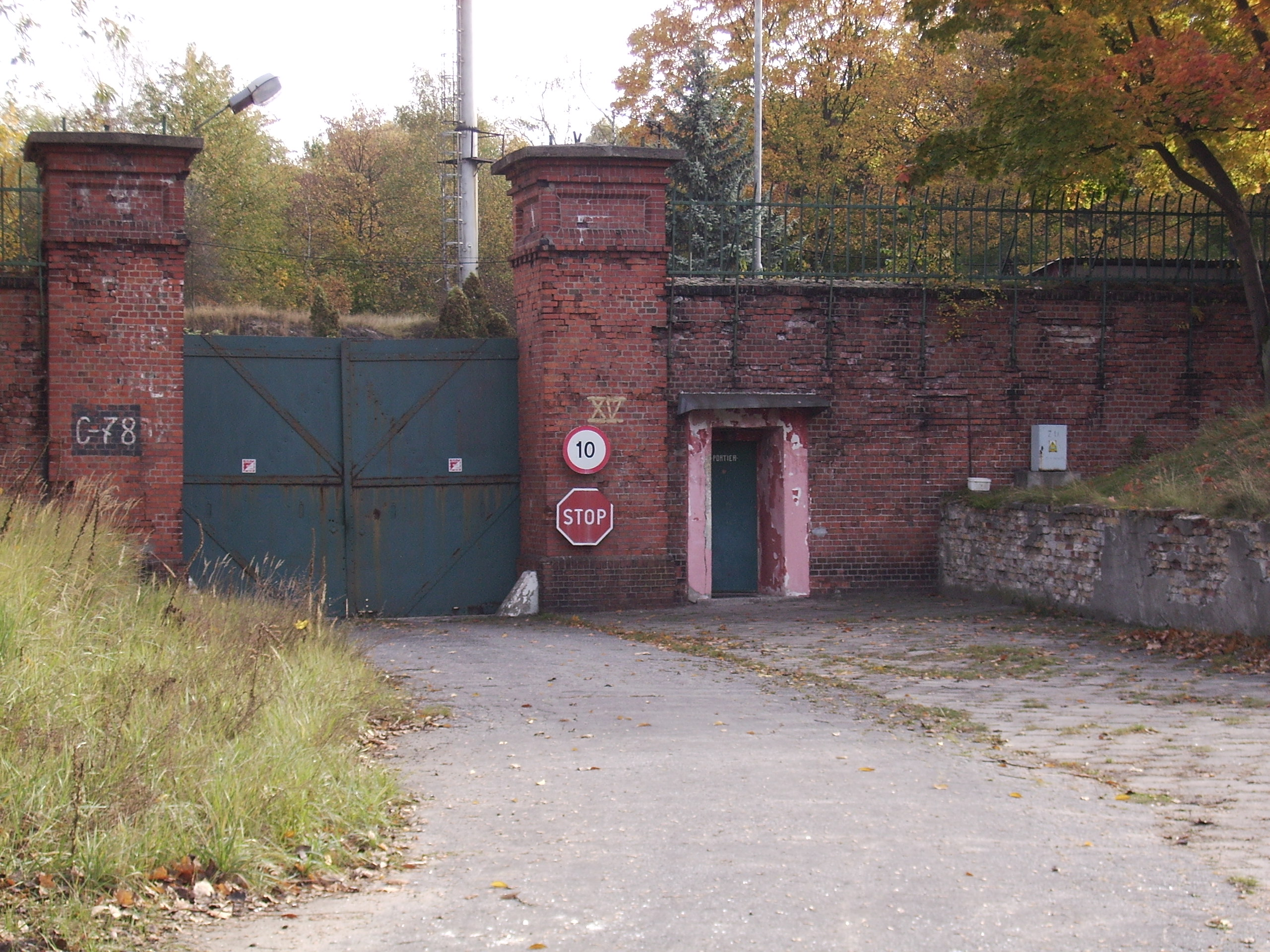
Pháo đài Fort XV ở Toruń

Bảo tàng Lịch sử và Quân sự ở Toruń (tiếng Ba Lan: Muzeum Historyczno-Wojskowe w Toruniu) là một bảo tàng quân sự nằm ở phía bắc của Khu Phố Cổ, tọa lạc tại số 1 Phố Zaułek Prosowy, Toruń, Ba Lan.   

## Lịch sử
Bảo tàng Lịch sử và Quân sự ở Toruń được thành lập vào năm 2003. Trụ sở của Bảo tàng là tòa nhà của Trường cấp ba Nicolaus Copernicus. Bảo tàng được điều hành bởi một quỹ cùng tên. 

## Triển lãm
Phương châm hoạt động của Bảo tàng Lịch sử và Quân sự ở Toruń là thu thập và giới thiệu các cuộc triển lãm quân sự từ thời kỳ Chiến tranh thế giới thứ hai. Bộ sưu tập của Bảo tàng hiện chủ yếu bao gồm vật dụng cá nhân của các tù nhân chiến tranh (Anh, Pháp, Bỉ, Ý và Mỹ) từng là tù nhân của quân Đức Quốc xã, và các thứ khác.
Ngoài các cuộc triển lãm thường trực, Bảo tàng còn tổ chức các buổi tái hiện lịch sử. Dưới đây liệt kê một số sự kiện và triển lãm tiêu biểu được Bảo tàng Lịch sử và Quân sự ở Toruń tổ chức:
- 2014 - Cuộc triển lãm mang tên "Quân đội và các tổ chức bán quân sự ở Đệ Nhị Cộng hòa Ba Lan"[6]

- 2016 - Trò chơi "Cuộc khởi nghĩa nhỏ"[7]

- 2019 - Lớp học về Trận Narvik[8]

- 2019 - Trò chơi "Cuộc Khởi nghĩa Warsaw"[9]